# Дом Блиц
Дом Блиц (норв. Blitzhuset) — анархистский, коммунистический и социалистический самоуправляемый общественный центр в Осло, столице Норвегии, появившийся в 1982 году. Изначально представлявший собой сквот, он впоследствии был легализован и ныне базируется на улице Пилестредет. В этом центре проводятся политические встречи, работают феминистская радиостанция (RadiOrakel), веганское кафе, а также книжный и информационный магазины. Для музыкантов доступны репетиционные комнаты и концертный зал.
Наряду с Хаусманией в Осло и УФФА в Тронхейме, дом Блиц служит центром анархического движения в Норвегии.

## Дом

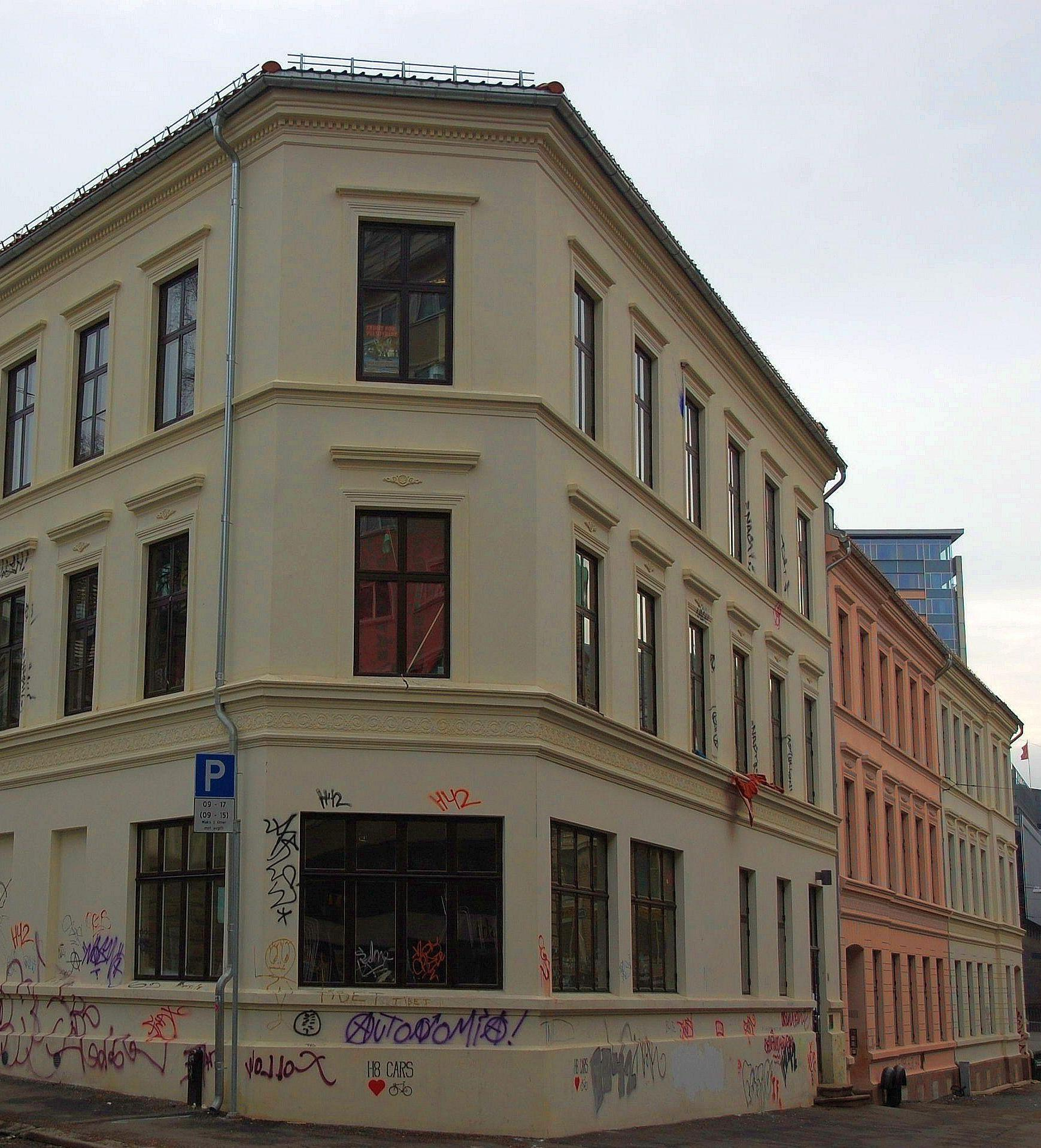
Дом Блиц после ремонта в 2010 году

Изначально дом Блиц представлял собой сквот, расположенный по адресу Скиппергата, 6 в центре Осло и появившийся в 1982 году. Начиная с того времени и поныне дом Блиц служит центром социалистической, коммунистической и анархистской активности .
В 1982 году сквоттеров выселили из дома на улице Скиппергата, которые перебрались в дом в центре Осло по адресу улица Пилестредет, 30с, при этом заключив с городскими властями соглашение. Им разрешили арендовать дом за символическую плату, а взамен они обязались содержать его. В 2002 году городской совет, большинство в котором составляли представители Консервативной партии, выставил дом Блиц на продажу. В ответ активисты устроили протесты и разгромили вход в мэрию Осло. В итоге дом сняли с торгов. Христианско-демократическая партия раскритиковала активистов и попыталась прекратить договор аренды.

## Протесты
В 1980-е люди, связанные с домом Блиц, участвовали во множестве протестных акций, например, во время визитов в Норвегию премьер-министра Великобритании Маргарет Тэтчер в 1986 году и министра обороны США Каспара Уайнбергера в 1987 году. Зачастую эти демонстрации превращались в уличные столкновения между протестующими и полицией. Начиная с 1990-х годов активисты из дома Блиц часто препятствовали проведению легальных собраний правых политических партий, таких как Партия прогресса, Партия Отечества и Демократы.
Дом Блиц подвергался атакам со стороны неонацистов в 1990 и 1994 годах. Басист группы Mayhem Варг Викернес якобы планировал взорвать дом Блиц, накопив 150 кг взрывчатки и 3000 патронов на момент своего ареста за убийство своего товарища по группе Евронимуса в 1993 году. Активисты из дома Блиц открыто поддерживали и принимали участие в беспорядках в Осло в 2008–2009 годах.